# Thottea terengganuensis
Thottea terengganuensis är en piprankeväxtart som beskrevs av T.L.Yao. Thottea terengganuensis ingår i släktet Thottea och familjen piprankeväxter. Inga underarter finns listade i Catalogue of Life.